# Fircrest
Fircrest az Amerikai Egyesült Államok északnyugati részén, Washington állam Pierce megyéjében elhelyezkedő város. A 2010. évi népszámlálási adatok alapján 6497 lakosa van.
Az egykor a Regents Park nevet viselő település utcáit egyetemekről nevezték el. Fircrest 1925. szeptember 19-én kapott városi rangot.
A városban 2015 novemberéig alkoholtilalom volt érvényben. A képviselőtestület hét tagját négy évre választják. Az adminisztrációs feladatokért városmenedzser felel.

## Népesség
A 2010-es népszámláláskor a városnak 6497 lakója, 2705 háztartása és 1773 családja volt. A népsűrűség 1584,6 fő/km2. A lakóegységek száma 2847, sűrűségük 694,4 db/km2. A lakosok 78,9%-a fehér, 7%-a afroamerikai, 0,7%-a indián, 5,1%-a ázsiai, 0,5%-a a Csendes-óceáni szigetekről származik, 0,8%-a egyéb, 7%-a pedig kettő vagy több etnikumú. A spanyol vagy latino származásúak aránya 4,6% (   )
A háztartások 31,2%-ában élt 18 évnél fiatalabb. 48,2% házas, 13,3% egyedülálló nő, 4% egyedülálló férfi, 34,5% pedig nem család. 27,6% egyedül élt; 13,6%-uk 65 éves vagy idősebb. Egy háztartásban átlagosan 2,39 személy élt; a családok átlagmérete 2,93 fő.
A medián életkor 41,2 év volt. A város lakóinak 23,3%-a 18 évesnél fiatalabb, 7% 18 és 24 év közötti, 24,8%-uk 25 és 44 év közötti, 27,5%-uk 45 és 64 év közötti, 17,3%-uk pedig 65 éves vagy idősebb. A lakosok 46,1%-a férfi, 53,9%-a pedig nő.

## Fordítás
- Ez a szócikk részben vagy egészben  a   Fircrest, Washington című angol Wikipédia-szócikk ezen változatának fordításán alapul.  Az eredeti cikk szerkesztőit annak laptörténete sorolja fel. Ez a jelzés csupán a megfogalmazás eredetét és a szerzői jogokat jelzi, nem szolgál a cikkben szereplő információk forrásmegjelöléseként.